# نغوين ثي نغوك تشاو
نجوين ثي نغوك تشاو (من مواليد 6 ديسمبر 1994) هي عارضة أزياء فيتنامية وفازت بمسابقة ملكة جمال ملكة جمال الكون فيتنام 2022. ستمثل فيتنام في ملكة جمال الكون 2022.
لقد فازت سابقًا مثل النموذج الأعلى التالي لفيتنام 2016، ملكة جمال فوق الوطنية فيتنام 2018 وحصلت على المركز العاشر في الدور نصف النهائي في ملكة جمال فوق الوطنية 2019.

## روابط خارجية
- نغوين ثي نغوك تشاو على إنستغرام